# Theobroma grandiflorum
Theobroma grandiflorum är en malvaväxtart som först beskrevs av Carl Ludwig von Willdenow och Sprengel, och fick sitt nu gällande namn av Schumann. Theobroma grandiflorum ingår i släktet Theobroma och familjen malvaväxter. Inga underarter finns listade i Catalogue of Life.

## Bildgalleri

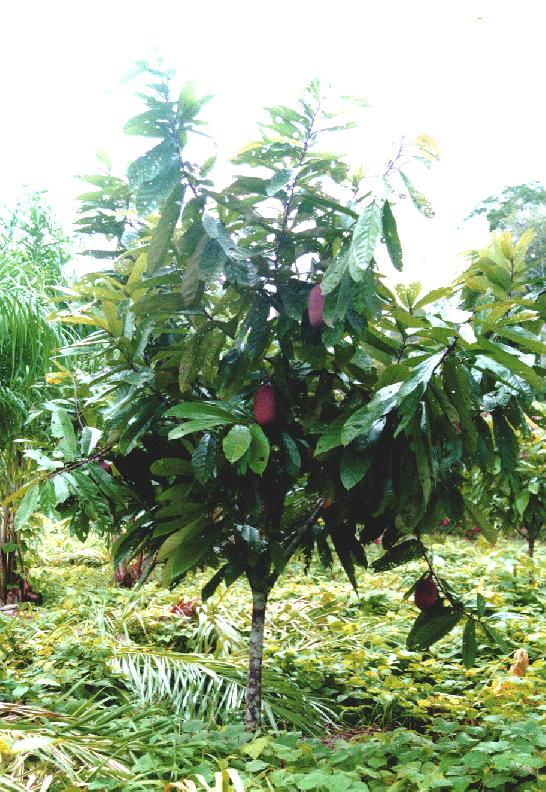
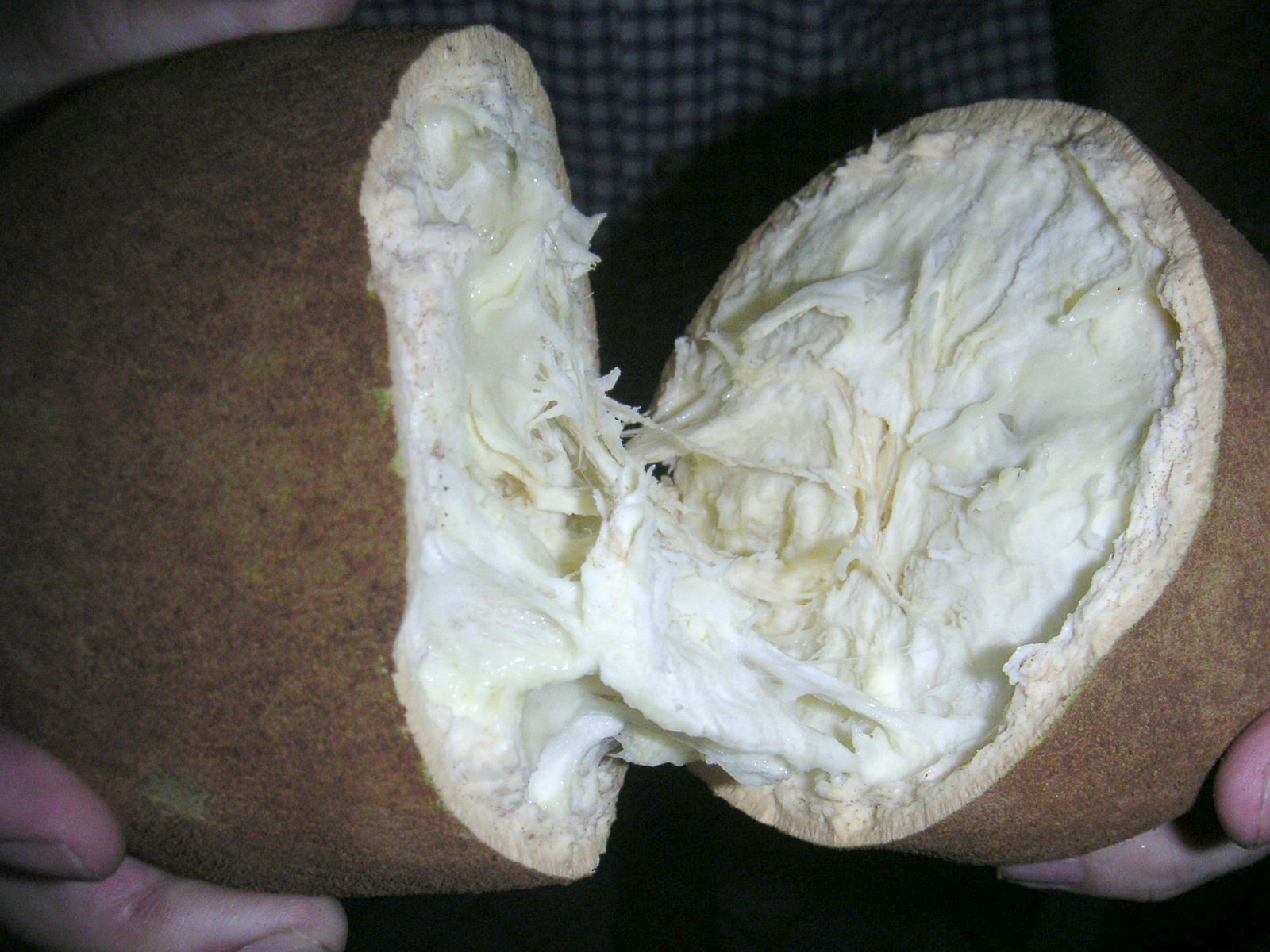